# Авшаров, Юрий Михайлович
Юрий Михайлович Авшаров (22 декабря 1937, Баку — 29 января 2010, Москва) – советский и российский актёр театра и кино, народный артист Российской Федерации (1995), артист Московского академического театра сатиры (1962—2010).

## Биография
Родился 22 декабря 1937 года  в Баку, в армянской семье. В  1961 году окончил театральное училище им. Б. В. Щукина по специальности «Актёр драматического театра и кино». Руководитель курса — В. А. Этуш.

Начал свою актёрскую карьеру на Камчатке, куда попал по распределению после окончания института. С 1962 года работал в Московском театре сатиры.
Вёл большую педагогическую работу. C 1967 года — в театральном училище имени Б. Щукина, профессор.
С 1998 года — заведующий кафедрой мастерства актёра Международного славянского института имени Г. Р. Державина.
Проводил мастер-классы на международных семинарах по М. А. Чехову в Англии, в Латвии, Берлине, России (Раково, Мелихово).
Скончался 29 января 2010 в Москве. Похоронен в колумбарии Ваганьковского кладбища, стойка № 7.
В 2012 году была издана книга о Юрии Михайловиче Авшарове («Юрий Авшаров. Актёр. Режиссёр. Педагог»), написанная его учениками из Щукинского института.
Жена — Наталия Ивановна Нечаева. Дочь — Юлия Авшарова (1974), засл. артистка РФ.

## Творчество

### Роли в театре

#### Московский академический театр сатиры
- 1964 — «Женский монастырь» В. А. Дыховичного, М. Р. Слободского. Режиссёр: Валентин Плучек — Наташин
- 1966 — «Дон Жуан, или любовь к геометрии» М. Фриша. Режиссёр: Валентин Плучек — Командор
- «Женитьба Фигаро» Бомарше. Режиссёр: Валентин Плучек — Базиль
- 1970 — «Затюканный апостол» А. Е. Макаёнка. Режиссёр: Евгений Радомысленский — Отец
- 1971 — «Обыкновенное чудо» Е. Л. Шварца. Режиссёр: Маргарита Микаэлян — Волшебник
- 1972 — «Ревизор» Н. В. Гоголя. Режиссёр: Валентин Плучек — Ляпкин-Тяпкин
- 1973 — «Маленькие комедии большого дома» Г. Горина и А. Арканова. Режиссёры: Александр Ширвиндт и Андрей Миронов — Юра, муж Жени
- 1978 — «Недоросль» Д. И. Фонвизина. Режиссёр: Александр Ширвиндт — Стародум
- 1984 — «Вишнёвый сад» А. П. Чехова. Режиссёр: Валентин Плучек — Прохожий
- 1984 — «Ворон» Карло Гоцци. Режиссёр: Алексей Левинский — Панталоне
- 1987 — «Комедиант» Д. Осборна. Режиссёр: Юрий Авшаров — Райс
- 1996 — «Священные чудовища» Жан Кокто. Режиссёр: Александр Вилькин — Флоран
- «Укрощение строптивой» У. Шекспира. Режиссёр: Валентин Плучек — Гремио
- «Клоп» В. В. Маяковского — посажёный отец
- «Бег» М. А. Булгакова — поп Африкан
- «Орнифль» Ж. Ануя — Дюбатон
- «Триумф на Триумфальной»

#### Студия имени М. Чехова
- «Сторож» Г. Пинтера. Режиссёр: В. Рудый — Девис
- «Преступление и наказание» Ф. М. Достоевского. Режиссёр: Радий Овчинников — Порфирий Петрович

### Роли в кино
- 1967 — Штрихи к портрету В. И. Ленина — Маметов
- 1969 — Адъютант его превосходительства — князь Асланов
- 1973 — Чиполлино — корреспондент (нет в титрах)
- 1980 — Копилка
- 1982 — Ревизор — Ляпкин-Тяпкин
- 1987 — Следопыт — комендант
- 1999 — Поворот ключа — Исаак
- 2002 — Азазель — Георг
- 2007 — Ликвидация — седой Грек
- 2008 — Закон и порядок: Преступный умысел 3 — Константин Лёвчик
- 2008 — Тяжёлый песок — Раввин
- 2009 — Исаев — Рувим

### Озвучивание мультфильмов
- 1976 — Просто так — Ослик
- 1990 — Сказка — пожарный
- 2004 — Знакомые нашей ёлки — медведь

### Режиссёрские работы в театре
В Театральном институте имени Бориса Щукина:
- «Село Степанчиково, и его обитатели» Ф. М. Достоевского
- «Похожий на льва» Р. Ибрагимбекова
- «Прощай, оружие» Э. Хемингуэя
- «Пигмалион» Б. Шоу, Ф. Лоу
- «Женитьба» Н. В. Гоголя
- «Высокое напряжение» А. П. Платонова
- «Помпадуры и помпадурши» М. Е. Салтыкова-Щедрина
- «Дурочка» Лопе де Вега
- «Старший сын» А. В. Вампилова
- «Доходное место» А. Н. Островского.
- «Сон в летнюю ночь» У. Шекспира

В Международном Славянском институте
- «Варвары» М. Горького

Во ВГИКе:
- «Дом, где разбиваются сердца» Б. Шоу
- «Пигмалион» Б. Шоу
- «Вернисаж» — «Сказки Мельпомены» по А. Чехову.

В театре «Студия имени М. Чехова»:
- «Летний день, затерявшийся в октябре» об Ф. Тютчеве по пьесе М. Кругловой
- «Эти два столь замечательные существа» («Бесы» Ф. Достоевского)
- «Борис Годунов» А. С. Пушкина (совместно с Театром наций)

В театре Сатиры — «Комедия…»

### Авторские программы
- «Маленькие трагедии», А. С. Пушкин
- «Дон Кихот», Сервантес
- «Возвращение» (1997), Платонов
- «Про это», Маяковский.
- «Карлос Кастанеда», ОРТ (2000) — дон Хуан Матус.

## Награды и звания
- Орден Дружбы (18 апреля 1999 года) — за заслуги в области культуры и искусства, большой вклад в укрепление дружбы и сотрудничества между народами, многолетнюю плодотворную работу[2].
- Народный артист Российской Федерации (27 января 1995 года) — за большие заслуги в области искусства[3].
- Заслуженный артист РСФСР (1983).